# Montreuil (Seine-Saint-Denis)
Montreuil je město ve východní části metropolitní oblasti Paříže ve Francii v departmentu Seine-Saint-Denis a regionu Île-de-France. Od centra Paříže je vzdálené 6,6 km.

## Geografie
Sousední obce: Bagnolet, Romainville, Noisy-le-Sec, Rosny-sous-Bois, Saint-Mandé, Vincennes, Fontenay-sous-Bois a Paříž.

## Vývoj počtu obyvatel
Počet obyvatel

## Významní rodáci
- Éric Zemmour (* 1958) – francouzský novinář

## Partnerská města
- Agádír, Maroko (2006)
- Beit Sira, Palestina (2005)
- Bistrița, Rumunsko (1993)
- Čchang-čchun, Čína (1995)
- Grosseto, Itálie
- Hải Dương, Vietnam (2001)
- Chotěbuz, Německo (1959)
- Modi'in-Makabim-Re'ut, Izrael (2005)
- Mytišči, Rusko
- Palmela, Portugalsko
- Slough, Spojené království
- Yélimané, Mali (1985)